# Ligne 11 du métro de Shanghai
 (janvier 2015).
Si vous disposez d'ouvrages ou d'articles de référence ou si vous connaissez des sites web de qualité traitant du thème abordé ici, merci de compléter l'article en donnant les références utiles à sa vérifiabilité et en les liant à la section « Notes et références ».
Pour les articles homonymes, voir Ligne 11.
La ligne 11 du métro de Shanghai est une ligne, du réseau métropolitain de la ville de Shanghai, en Chine. La ligne relie le nord ouest via deux branches différentes et le sud est de la ville, en desservant 31 stations. Ces différentes branches sont réparties en deux services : le Service A (la ligne principale) entre les stations Jiading Nord et rue Luoshan, et le Service B (embranchement), entre les stations Huaqiao et Sanlin. Ces deux services partagent le même itinéraire entre les stations Jiading Nouvelle Ville et Sanlin.

## Historique
La première phase de la ligne 11, entre les stations Jiading Nord et rue Jiangsu, fut inaugurée le 31 décembre 2009. La branche au départ de la station Anting fut ouvert le 29 mars 2010.
En octobre 2010, cette branche fut étendue à la ville de Kunshan (dans la province du Jiangsu), faisant de la ligne 11, la première ligne à franchir la frontière d'une province chinoise.
La seconde phase de la ligne, allant de la station rue Jiangsu à la station rue Luoshan, fut ouverte le 31 aout 2013.
Les travaux de construction de la troisième phase, devant relier la station rue Luoshan au parc d'attraction Shanghai Disney Resort, devait s'étaler sur une période allant de 2010 et 2020. La fin des travaux des 3 stations desservant le parc d'attraction fut annoncée le 15 septembre 2014.